# Ingaryd (naturreservat)
Ingaryd är en gård och ett naturreservat i Jönköpings kommun i Småland.
Området är skyddat sedan 2008 och är 52 hektar stort. Det är beläget strax nordväst om Tenhult och består av barrblandskog, odlingslandskap och ädellövskog.

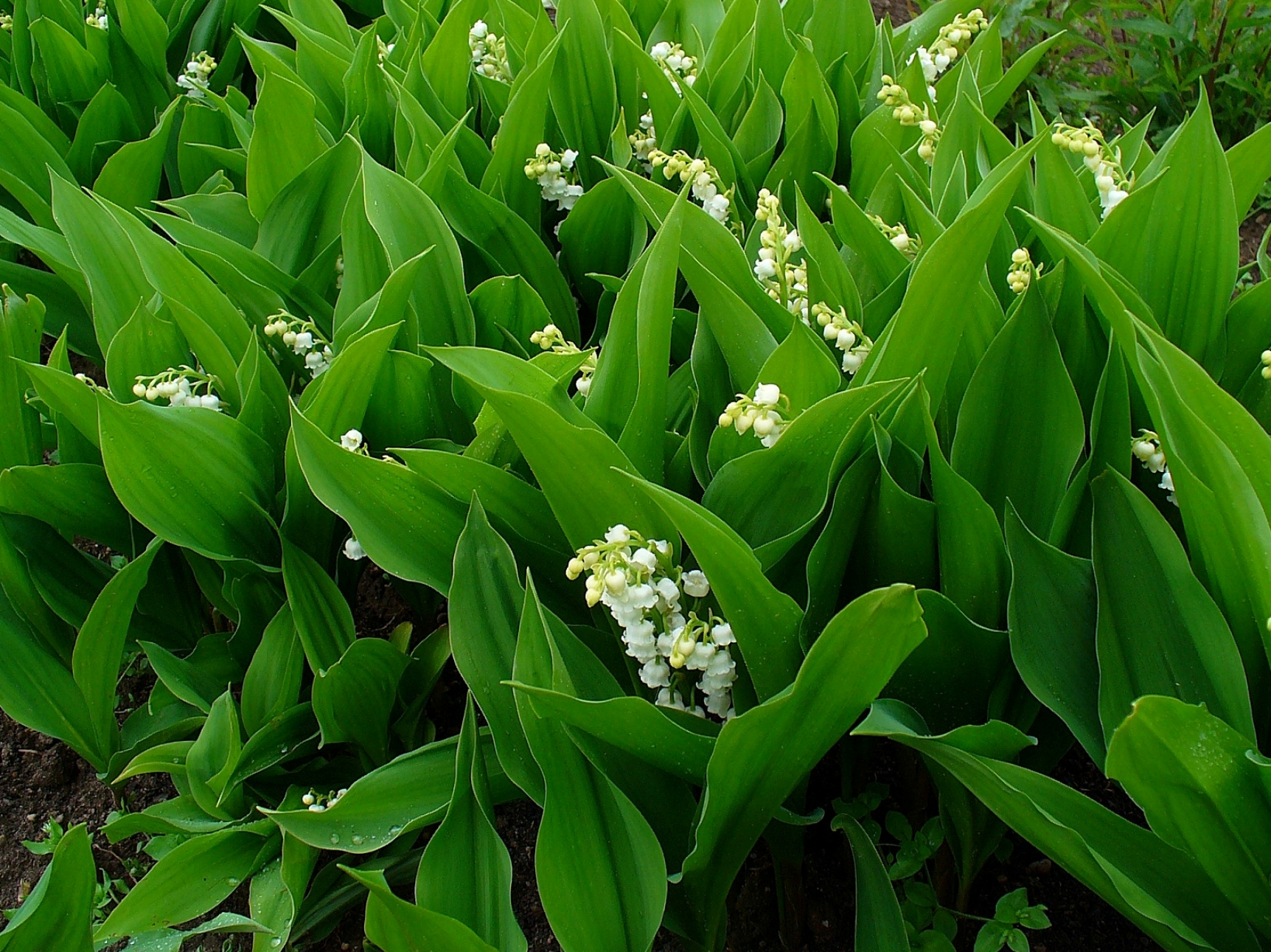
Liljekonvalj

Naturreservatet har höga naturvärden knutna till naturskogsartad barrskog, ädellövskog med enstaka gamla grova ädellövträd av ek, alm, lönn och ask samt ett småskaligt odlingslandskap. Här har noterats cirka 300 arter av lavar och mossor. I barrskogen finns gott om död ved i olika nedbrytningsstadier, ålder och grovlek. Där har man funnit grön sköldmossa, vedtrappmossa och kötticka.
Norr och öster om gården finns ett småskaligt odlingslandskap med åkerholmar, rösen, öppna diken och många fritt stående träd. Öster om gården finns en betad hage med både fuktiga och torra delar. I de torra delarna finns en slåttergynnad flora med arter som brudbröd, rödklint och gullviva. I nordöst finns en vacker lövdunge med grova träd av främst ek men också ask, alm och lönn. På de grova träden växer många ovanliga arter som gul dropplav, västlig njurlav, brun nållav och kort parasitspik. I lövskogen växer under våren arter som vitsippa, liljekonvalj och blåsippa.
I naturreservatet finns ett rikt och varierat fågelliv.
Gården Ingaryd var på 1600-talet ett gammalt gästgiveri och Tveta härads tingsplats från 1723 till 1890.
Det finns en iordningställd naturstig med skyltar som berättar om naturen efter stigen. 